# 王智弘 (1971年)
王智弘（1971年—），臺灣高雄人，14歲到美國唸書，麻省理工學院學士、哈佛醫學院博士、蘭德公司（RAND）衛生政策博士，曾任加利福尼亞大學舊金山分校兒科醫師，現為美國史丹福大學醫學院副教授兼醫療預防及成果政策研究中心主任。

## 外部連結
- . 史丹福大學.   [2020-11-30]. （原始内容存档于2021-03-03） （英语）.